# Тривимірний принтер

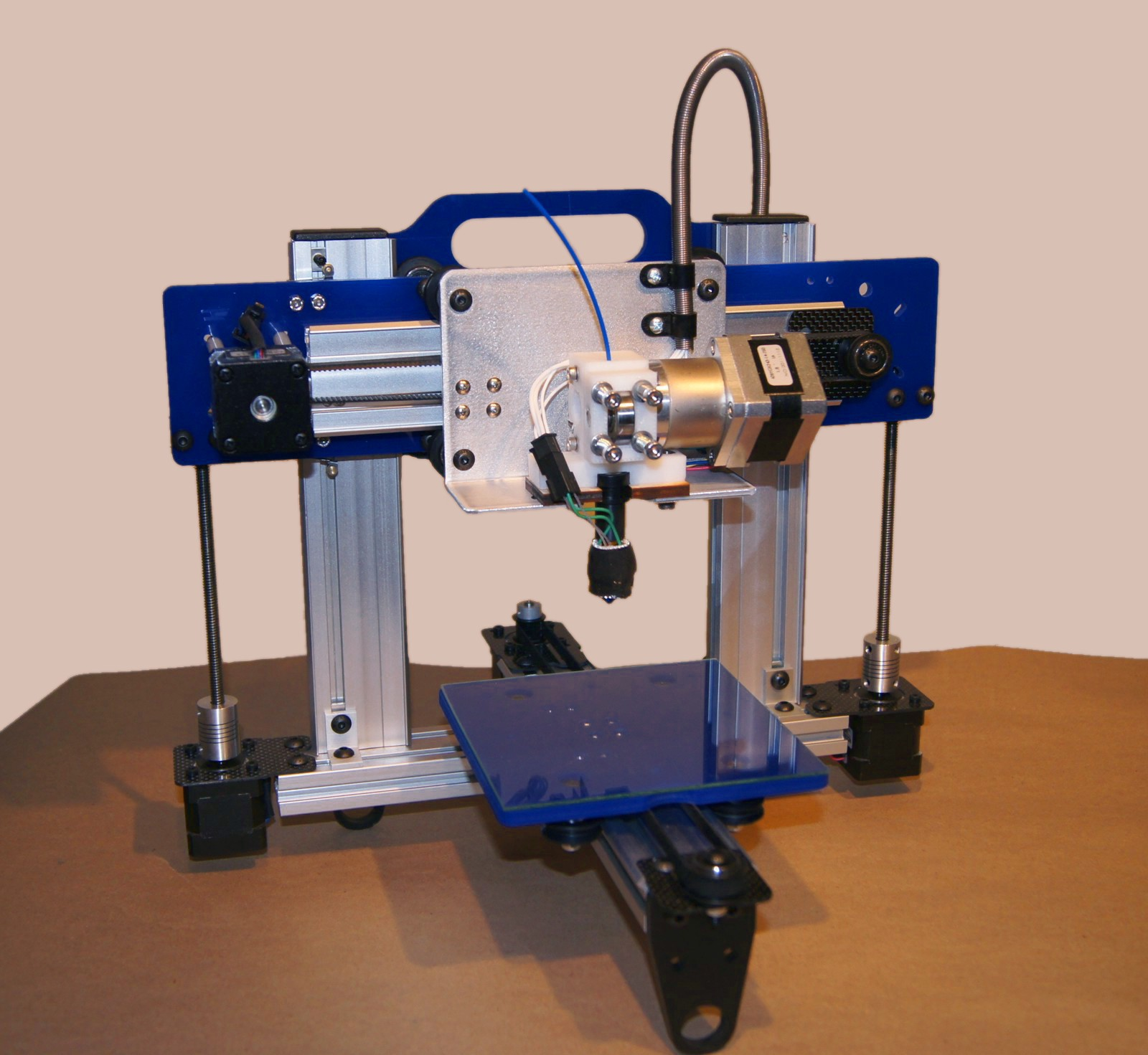
Тривимірний принтер

Тривимірний принтер (іноді - 3D-принтер) — пристрій з числовим програмним керуванням (ЧПК), що використовує метод пошарового створення фізичного об'єкта за цифровою тривимірною моделлю.
Біопринтер — пристрій, в якому зі стовбурових клітин друкується тривимірна структура майбутнього об'єкта (органу для пересадки). Далі поділ, ріст і модифікація клітин забезпечує остаточне формування об'єкта.

## Технології позиціювання
Відомі дві технології позиціювання друкувальної головки:
1. Декартова, коли в конструкції використовуються три взаємно-перпендикулярні напрямні, уздовж кожної з яких рухається або друкувальна головка, або основа моделі. За допомогою трьох паралелограмів, коли три радіально-симетрично розташовані двигуни узгоджено зміщують основи трьох паралелограмів, прикріплених до друкувальної головки.
2. Лазер на стереолітографії — об'єкт формується зі спеціального рідкого фотополімеру, який твердне під дією лазерного випромінювання (або випромінювання ртутних ламп). При цьому лазерне випромінювання формує на поверхні поточний шар розроблюваного об'єкта, після чого, об'єкт занурюється у фотополімер на товщину одного шару, щоб лазер міг перейти до формування наступного шару.

Селективне лазерне спікання — об'єкт формується з плавкого порошкового матеріалу (пластик, метал) завдяки його плавленню під дією лазерного випромінювання. Порошкоподібний матеріал наноситься на платформу тонким рівномірним шаром (зазвичай спеціальним вирівнювальним валиком), після чого лазерне випромінювання формує на поверхні поточний шар виготовлюваного об'єкта. Потім платформа опускається на товщину одного шару, і на неї знову наноситься порошкоподібний матеріал.
Застосовується для швидкого прототипування, тобто швидкого виготовлення прототипів моделей і об'єктів для подальшого доведення, завдяки якому вже на етапі проєктування можна кардинальним чином змінити конструкцію вузла або об'єкта в цілому. В інженерії такий підхід дозволяє істотно знизити витрати на виробництво та освоєння нової продукції.
Технологія тривимірного друку також придатна для швидкого виробництва — виготовлення деталей з матеріалів, які підтримують тривимірні принтери. Це вдале рішення для випуску малосерійної продукції, виготовлення моделей і форм для ливарного виробництва тощо.

## Формати файлів
Найпоширеніші типи файлів, що застосовуються у тривимірних принтерах:
- OBJ — відкритий формат файлу, який підтримує більшість програм для тривимірного моделювання і тривимірних принтерів;
- STL — використовується для монохромного друку моделей без кольору або одноколірних[2];
- VRML (або WRL) — підтримує кольоровий тривимірний друк із використанням текстур, сумісний з програмами 3D Builder та Print 3D, що входять до типового набору програм Windows 10;
- X3G — тип файлу для тривимірних принтерів MakerBot;
- PLY — формат файлів для тривимірного сканування;
- FBX — формат файлів, який розробила компанія Autodesk, застосовується для обміну даними між програмами 3ds Max, Autodesk Maya та іншими програмними продуктами цієї компанії;
- GCODE — формат файлів, який використовує багато тривимірних принтерів для керування процесом друку. Файли GCODE можна відкрити за допомогою різних програм для тривимірного друку, наприклад, Simplify3D, GCode Viewer, а також за допомогою текстового редактора, оскільки їхній зміст являє собою звичайний текст.

## Приклади використання тривимірного принтера
- Виробництво різних дрібниць у домашніх умовах.
- Виробництво складних, масивних, міцних і недорогих систем. Наприклад, значну частину деталей безпілотного літака Polecat компанії Lockheed виготовлено методом швидкісного тривимірного друку:
- Виготовлення деталей для космічної галузі. Прикладом такого використання тривимірного принтера стало виготовлення величезної маківки (купола) ракети з титану. Діаметр деталі становить 1,16  м, і в межах проєкту корпорація Lockheed Martin виготовить ще одну ідентичну деталь. Використано технологію електронно-променевого наплавлення металевих прутиків, що допомогло зекономити не тільки час на виготовлення деталі, але й гроші. Також, що дуже важливо для цього напряму галузі, економнішим виявилось використання ресурсів. Виробники зазначають, що завдяки тривимірному друку весь процес виготовлення деталей вдалося скоротити від двох років до трьох місяців[5]:
- Друк їжі, технологію якого представлено в межах конференції Experimental Biology 2018[6]:
- Розробка тривимірного принтера, придатного для друкування всіх власних деталей («самовідтворення»)  — проєкт RepRap . На цей час принтер вже виробляє більш ніж половину власних деталей. Напрацювання проєкту є загальнодоступними:
- Будівництво. У швейцарській комуні Ріом-Парсонц встановлено інсталяцію з 9 індивідуально спроєктованих бетонних колон заввишки 2,7 м кожна, видрукованих на будівельному фаббері[3] (виготовлені без опалубки на повну висоту за 2,5 години на основі тривимірного друку)[7]:
- Медичне протезування: у листопаді 2021 року 40-річному жителю Великої Британії Стіву Верзу медики офтальмологічної лікарні у Мурфілдсі встановили очний протез, надрукований на тривимірному принтері за дві години[8].
- Тривимірний друк вогнепальної зброї.

## Цікаві факти
На початку лютого 2023 року, представлено найменший у світі тривимірний принтер із габаритами 18×31×41 мм і масою всього 17 г. Принтер повністю функціональний – він працює на основі технології стереолітографічного (SLA) друку: в невеликий резервуар у нижній частині за допомогою шприца заливається фотополімер, який твердіє під впливом світла. 